# Cella

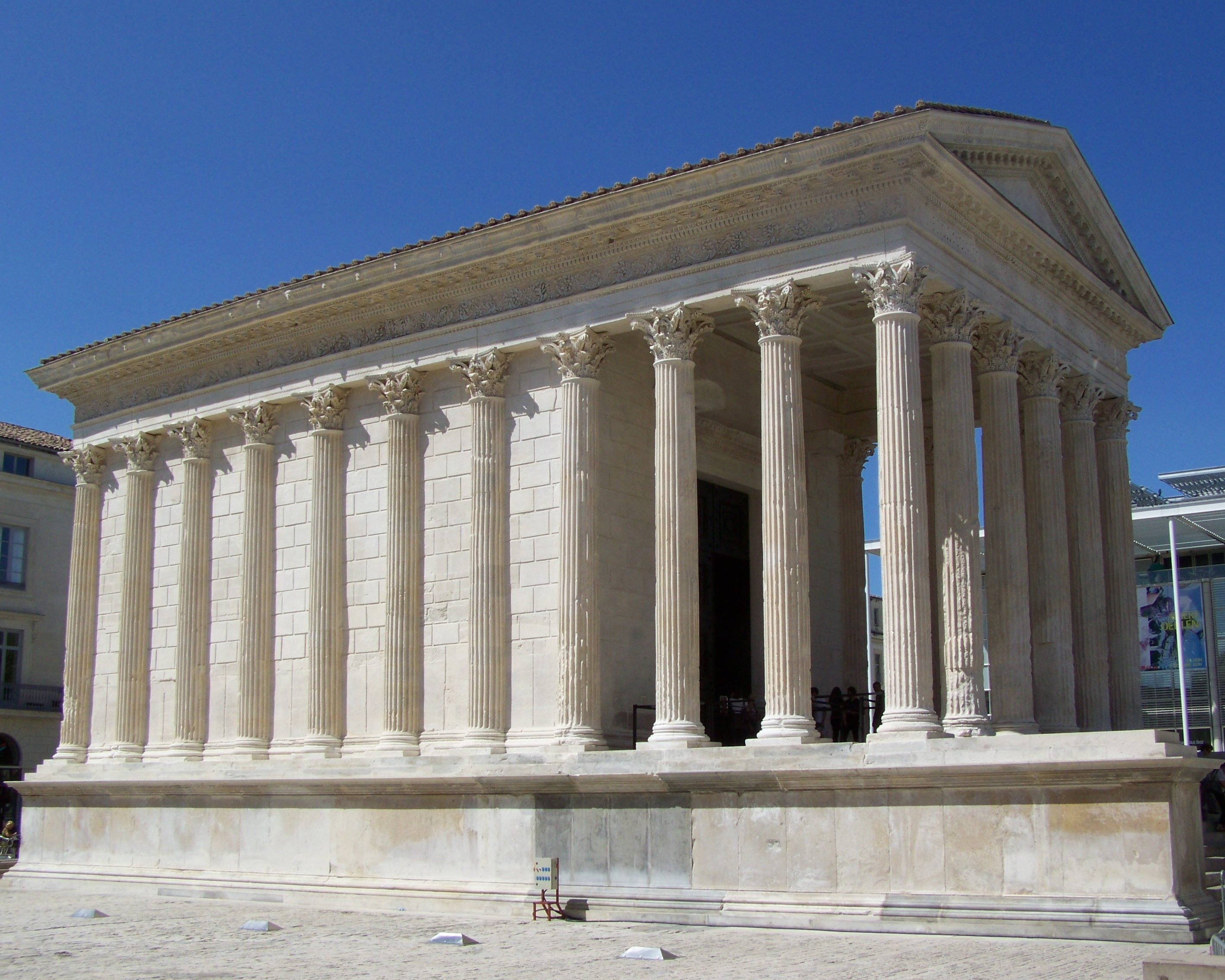
Maison Carrée in Nîmes met een cella.

Een cella of naos was in oorsprong een opslagruimte in de Romeinse tijd (Varro, De Ling. Lat. V 162, ed. Müller). Van deze waren er verschillende beschrijvingen, die hun onderscheidende namen ontleenden aan de artikelen die ze bevatten, zoals de cella penaria (voorraadkamer), de cella olearia (geurwaren) en cella vinaria (wijn). De slaaf aan wie het toezicht over deze winkels toevertrouwd werd, werd cellarius (Plaut., Capt. IV 2115; Senec., Ep. 122.), promus (Colum., XII 3.) of condus, "quia promit quod conditum est" (cf. Hor., Carm. I 9.7, III 21.8) en soms promus condus en procurator peni (Plaut., Pseud. II 2.14.) genoemd. Dit beantwoordt aan onze hedendaagse butler en huishoudster.
Elk aantal kleine kamers dat zich groepeerde zoals de cellen van een honingraat (Virg. Georg. iv. 164) werden ook cellae genoemd; daarom werden de verblijven van slaven en ondergeschikten cellae genoemd (Cic., Phil. II 27; Columella, I 6.) en cella familiaricae (Vitruv., VI 10 p. 182.) ter onderscheiding van een slaapkamer, die cubiculum was. Aldus werd ook een slaapkamer van een openbaar huis cella genoemd (Petron., 55.). Om diezelfde reden zijn de ruimtes in een bordeel ook cellae genoemd (Petron., 8; Juv., Sat. VI 128.). Elk vrouw bezette een voor haarzelf (Ibid., 122.), waarboven haar naam en de prijs voor haar diensten geschreven waren (Senec., Controv. I 2.); daarom betekent cella inscripta een bordeel (Mart., XI 45.1.). Cella ostiarii (Vitruv., VI 10; Petron., 29.) of ianitoris (Suet., Vitell. 16.) is de naam voor de portierwoning.

## Thermen
In de thermen waren de cella caldaria, tepidaria en frigidaria, die ruimtes die respectievelijk het warme, het lauwe en het koude bad bevatten.

## Griekse tempel
Een cella was ook een ruimte voor het godenbeeld binnen de templum. Soms waren er meerdere cellae in één templum (bv. tempel van Venus en Roma), waarbij de cella vernoemd werd naar de godheid wiens beeld in de cella huisde (bv. cella Iovis, cella Iunonis, cella Minervae).
De cella stond op een verhoging die via traptreden via alle kanten bereikbaar was. Aan de achterkant van tempel kon een portaal toegevoegd worden, maar dan zonder een entree tot de cella.

## Referentie
- A. Rich, art. Cella, in W. Smith, Dictionary of Greek and Roman Antiquities, Londen, 1875, p. 260.